# Ngựa lùn Eriskay
Ngựa lùn Eriskay là một giống ngựa có nguồn gốc từ Scotland. Giống ngựa này được lai tạo và phát triển trong thời cổ đại ở quần đảo Hebrides ở Scotland với một quần thể nhỏ vẫn ở trạng thái thuần chủng và chúng đã được bảo tồn nguồn gen trước sự lai tạp từ các giống ngựa khác. Giống ngựa này có lớp lông màu xám, bờm phủ dày, không thấm nước giúp bảo vệ chúng dưới cái thời tiết khắc nghiệt. Ngựa lùn Eriskay được sử dụng cho công việc kéo xe hạng nhẹ, sử dụng như một con ngựa bầu bạn với trẻ em, chúng cũng được sử dụng để cưỡi ngựa và cho việc kéo xe. Ngày nay, ngựa lùn Eriskay được xếp vào nhóm giống hiếm với hai dòng ngựa được đăng ký vào năm 1972 và sau đó là năm 1986. 

## Lịch sử giống
Nguồn gốc của giống ngựa này rất cổ xưa, có nguồn gốc từ giống ngựa Celtic và ngựa Bắc Âu. Hình hài nó tương tự như hình dạng ngựa được khắc họa trên những viên đá Pictish cổ được tìm thấy ở phía bắc và phía tây Scotland. Chúng có liên quan di truyền đến các giống ngựa khác ở miền Bắc, bao gồm ngựa Iceland và ngựa Faroe. Ngựa Eriskay lấy tên từ đảo Eriskay ở Ngoại Hebrides. Ban đầu, giống ngựa này có số lượng khá lớn và cho đến giữa thế kỷ XIX, ngựa Eriskay và ngựa giống tương tự đã được tìm thấy trên khắp các đảo phía tây của Scotland. Chúng được sử dụng làm ngựa thồ, ngựa kéo hạng nhẹ và ngựa đồng hành với trẻ em. 

## Trong văn hóa
Vì là giống ngựa xa xưa, chúng có mối liên hệ về văn hóa với cư dân bản địa. Nhà thơ Gaelic Donald MacDonald (Dòmhnall Aonghais Bhàin) đã được Comann Each nan Eilean - Hiệp hội ngựa Eriskay ủy quyền sáng tác một bài thơ ca ngợi ngựa Eriskay để kỷ niệm việc xuất bản cuốn sách giáo khoa ban đầu vào năm 1972. Bài thơ đề cập đến vai trò của chú ngựa như một loài vật đồng áng được sử dụng để chở rong biển và than bùn và sự thân thiện của chúng đối với trẻ em, bài thơ này như sau:
Bha iad riamh an Èirisgeidh 's gum b' fheumail iad don t-sluagh,
Bha iad troimh na linntean ann sna tìmean chaidh air ruaig;
Thàirneadh iad a' mhòine gu fògairt chur air fuachd
Is làimhsicheadh an òigridh iad 's bha iomadh spòrs 'nan cuairt.